# Katarzyna Ossolińska
Katarzyna Ossolińska herbu Topór (1743–1807) – córka księcia Tomasza Ossolińskiego (1716–1782) (s. Franciszka Maksymiliana Ossolińskiego), starosty ruskiego, i Teresy Lanckorońskiej.

## Życiorys
Żona Rocha Michała Jabłonowskiego herbu Grzymała – kasztelana wiślickiego, senatora. Ślub wzięli w Ciechanowcu w 1761 roku.
Wspomagała konfederatów barskich.
Jej córka, Anna Jabłonowska, została poślubiona przez Stanisława Wodzickiego (1764–1843) – wojewodę Królestwa Polskiego i prezesa Rzeczypospolitej Krakowskiej, dziedzica dóbr Złota, Niedźwiedź, Wawrowice i Morawica.
Jej syn, Józef Jabłonowski (zm. 1821) – starosta korsuński – ożeniony z Marią Świdzińską (c. Michała – kasztelana radomskiego), odziedziczył po ojcu Rochu, zamek Odrzykoń i Korczynę w 1796.
Jej córka, Teresa Jabłonowska, (zm. 1807, bezpotomna) w 1785 r. wyszła za mąż za Józefa Maksymiliana Ossolińskiego (1754–1826).
Za zgodą jej syna, jako właściciela w latach 1807–1809, przystąpiono do rozbiórki muru otaczającego dziedziniec wschodni zamku.
Jej wnuk,hr. Leon Jabłonowski, (zm. 1844) odziedziczył Odrzykoń i przyległe miejscowości: Bratkówkę, Krościenko Wyżne, Czarnorzeki, Krasne.